# Anh Việt Thanh
Anh Việt Thanh (tên thật: Đặng Văn Quang, 1936 – 2015) là nhạc sĩ nhạc vàng trước năm 1975 tại miền Nam Việt Nam. Ông có một số tác phẩm phổ biến được thu trong băng nhạc Kim Đằng do hãng Dư Âm ở Sài Gòn phát hành, nổi tiếng nhất là ca khúc "Vùng lá me bay" sáng tác năm 1972.

## Thân thế và sự nghiệp
Anh Việt Thanh sinh năm 1936 tại làng An Hữu, tổng Phong Phú, quận Cái Bè, tỉnh Mỹ Tho (nay thuộc tỉnh Tiền Giang). Bút danh được đặt theo thần tượng là nhạc sĩ nổi tiếng Anh Việt Thu, vốn là họ hàng bên ngoại ông. Ngoài ra, ông còn có một người bạn cũng có bút danh gần giống là Anh Việt Phương (Dạ Vũ Nhân).
Anh Việt Thanh học hòa âm sáng tác với nhạc sĩ Lê Văn Tài và học ngón đàn độc đáo của nhạc sĩ Nam Huyền, Văn Khánh, Hoàng Bửu. Ông bắt đầu sáng tác vào năm 1958, sau đó dạy đàn và dạy nhạc lý. Từ năm 1960 đến 1975, ông đi dạy nhạc ở nhiều nơi như Đà Lạt, Định Tường, Đà Nẵng, Sài Gòn. Ông là thành viên của nhóm sáng tác thuộc Cục Chính huấn Việt Nam Cộng hòa. Ông còn là phụ tá giám đốc cho hãng băng nhạc Nhã Ca.
Năm 1980, ông cùng gia đình sang định cư tại Troyes, Pháp. Năm 1990, ông chuyển sang viết nhạc phổ thơ. Năm 2001, CD Tương tư được phổ biến với 10 tình khúc Anh Việt Thanh phổ thơ Phạm Ngọc. Năm 2005, ông chính thức gia nhập Hội Âm nhạc Pháp (SACEM) và phát hành một số CD.
Nhạc sĩ Anh Việt Thanh mất ngày 12 tháng 3 năm 2015 tại Troyes.

## Tác phẩm
Nhạc của Anh Việt Thanh chủ yếu sử dụng điệu blues nức nở, ngập ngừng, xuyên qua từng câu từng đoạn với cung La thứ. Thỉnh thoảng có một số bài được viết theo nhịp bolero như "Hẹn em ngày về", "Phố cũ người xưa",... Nhìn chung ông viết nhạc theo chiều hướng hiện đại phục vụ cho giới mộ điệu trẻ như sinh viên, học sinh Sài Gòn thời đó. Một số bài hát được Đài phát thanh Sài Gòn, Đài phát thanh Quân đội chọn trình bày trong các kỳ đại nhạc hội với các giọng ca thể hiện như Hùng Cường, Chế Linh, Thanh Phong, Phương Hoài Tâm,... "Vùng lá me bay" là tác phẩm cuối cùng được ông viết trong khoảng Mùa hè đỏ lửa 1972.
Ông là đồng tác giả một số ca khúc của Hà Phương như "Mưa đêm tỉnh nhỏ" và "Về Tiền Giang quê em". Anh Việt Thanh đứng tên đồng tác giả bài "Chuyện mưa mây" với Tú Nhi (tức Chế Linh), nhưng nhạc sĩ Phạm Chinh Đông (cư ngụ ở Philadelphia, Hoa Kỳ) cho rằng bản thân mới là tác giả bài này nhưng khi còn là sinh viên thì đã bán bản quyền cho Anh Việt Thanh và Tú Nhi.
Bài Giã từ thành phố (Trả lại người tình) đôi khi bị nhầm là của Tú Nhi.

## Giải thưởng
Năm 1966, nhạc phẩm "Phật tử kết đoàn" đoạt giải của Viện Hóa đạo Sài Gòn. Năm 1970, bài "Đón xuân trên đồng" đoạt giải Nhì cuộc thi sáng tác do Cục Tâm lý chiến, Tổng cục Chiến tranh chính trị phát động xuân Canh Tuất 1970.

## Danh sách ca khúc

### Trước 1975
- Anh biết không anh[3]
- Bụi đời 1[4]
- Bụi đời 2[4]
- Cho nhau chiều Chủ Nhật
- Cho nhau chiều thứ Bảy
- Chuyện tình thiên nga[5]
- Chuyện mưa mây [6]
- Đón xuân trên đồng
- Đời con gái
- Giã từ thành phố
- Hai lần yêu[7]
- Hẹn em ngày về
- Lính thích 33
- Một thuở xa người
- Mưa đêm tỉnh nhỏ[7]
- Nắng hồng xa xôi
- Ngày tháng cho người
- Ngày xưa em nói[8]
- Phố cũ người xưa[4]
- Thương nhau cho trọn[7]
- Tình khúc cho người cô đơn
- Tình mùa ly biệt[9]
- Về Tiền Giang quê em[7]
- Vùng lá me bay
- Yêu thầm[10]

### Sau 1975
- Buồn vẫn gọi tên
- Bước đường đời
- Chiều xuống nhớ em
- Em về viếng mộ cha
- Giọt lệ sầu[11]
- Hoài vọng[12]
- Mất nhau đời bỗng lạ[12]
- Mưa làm ướt áo em
- Mừng ngày cưới
- Nắng hạ mưa buồn
- Lời ngõ tháng duyên[12]
- Lá thư này anh viết
- Ta nào biết
- Tình dang dở
- Xin em một điều
- Xin trời